# Hiraniacaxipu
Hiraniacaxipu (em sânscrito: Hiraṇyakaśipu), no hinduísmo, foi um Asura, e também um Rei Dravida cujo irmão mais jovem, Hiranyaksha morreu nas mãos de Varaha, um dos avatares de Víxenu. Furiosos com isso, Hiraniacaxipu decidiu ganhar poderes mágicos fazendo penitência à Brahma.
Quando Brahma apareceu diante dele, Hiraniacaxipu pediu pela dádiva da imortalidade. Brahma recusou e disse para Hiraniacaxipu pedir outra coisa.
Querendo permanecer imortal, o rakshasa tentou tornar sua morte praticamente impossível. Assim ele pediu que sua morte não fosse nem por via natural ou por causa de uma arma, que não pudesse ser morto por nenhum ser criado por Brahma, além disso que a sua morte não pudesse ser realizada por algo que saísse de um ventre, da terra, do espaço, do fogo, ou da água; nem poderia acontecer a noite nem durante o dia; nem partir de dentro, nem de fora, de onde ele estava e nem por um humano, nem por um semideus, nem por um animal. Brahma, que é imparcial para com todos os seres vivos e a todos ama igualmente, sejam eles bons ou maus, ficou feliz com a penitência e lhe concedeu a dádiva.

## Seu filho - Pralada
Hiraniacaxipu, um Daitya, odiava os Devas e mais especialmente, o Deus Supremo, Víxenu, começando a torturar seus seguidores. O filho de Hiraniacaxipu, Pralada, foi um devotado seguidor de Víxenu. Hiraniacaxipu falhou em convencer seu filho a se juntar contra Víxenu, e tentou matá-lo, mas Pralada era protegido por Víxenu. Quando questionado, Pralada recusou reconhecer seu pai como o supremo senhor do universo (embora ele tivesse utilizado a sua dádiva para conquistar o mundo inteiro) e replicou que Víxenu era onipresente. Hiraniacaxipu fez diversas tentativas de matar seu filho.

## Holi
Uma das tentativas foi colocar Pralada sentado numa pira de fogo com sua irmã Holika. Holika tinha um dom especial que evitava-a de se queimar no fogo. Pralada invocou o nome de Víxenu e na batalha do bem contra o mal, Holika foi queimada mas nada aconteceu a Pralada. A incineração de Holika é celebrada no festival hindu de Holi.

## Narasimha
A tradição diz que Hiraniacaxipu, furioso, decidiu ele mesmo matar Pralada (nas outras vezes havia mandado súditos para fazê-lo) e desafiou seu filho a "provar que Víxenu era onipresente". Ele devia estar no pilar próximo, do contrário, Hiraniacaxipu mataria Pralada ali naquele momento. Para a surpresa do demônio, no entanto, seu filho respondeu "sim, Ele está ali". Hiraniacaxipu furioso com a resposta destroçou o pilar, e o feroz Narasimha surgiu dele.
Hiraniacaxipu tentou enfrentá-lo, mas não era páreo para Narasimha.
Narasimha matou Hiraniacaxipu estripando-o. Ao matar o Asura, Ele se assegurou de não violar a dádiva de Brahma:
- Ele não era humano, animal ou deus;
- Ele não foi criado por Brahma;

- Ele matou Hiraniacaxipu durante o alvorecer (nem dia, nem noite);

- Ele saiu de um pilar do palácio de Hiraniacaxipu (nem de um ventre, nem da terra, nem do espaço, nem do fogo, nem da água) para matá-lo;

- Ele o matou na entrada do seu palácio (nem de dentro nem de fora);

- Ele usou suas garras, e não uma arma.

As lendas de Hiraniacaxipu, Pralada e Narasimha são narradas em Seventh Canto retiradas do Bhagavata Purana.